# 국제 예방 접종 증명서

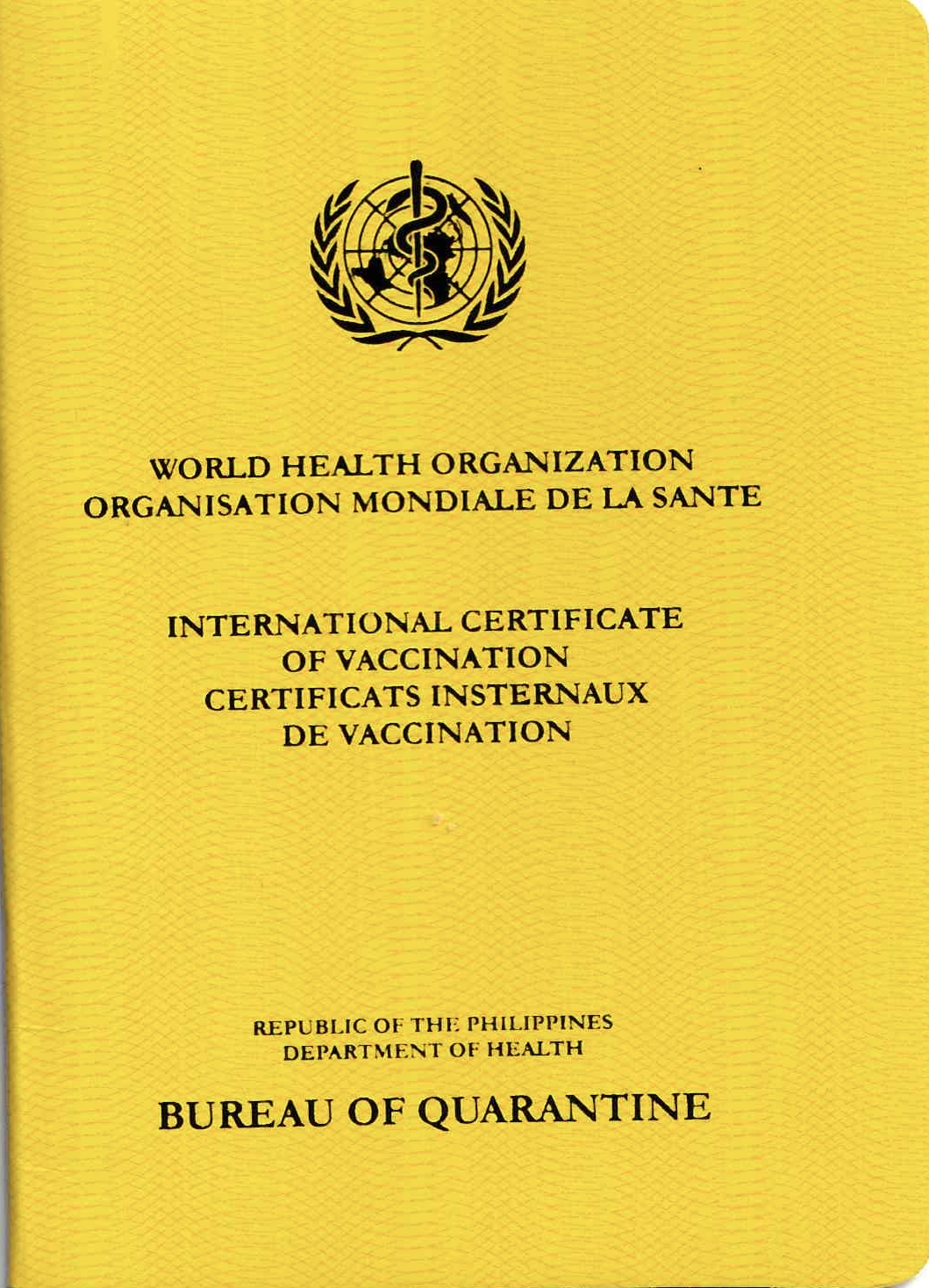
필리핀 검역국이 2021년부터 발행한 새로운 국제 예방 접종 증명서

국제 예방 접종 증명서(國際豫防接種證明書, 영어: International Certificate of Vaccination or Prophylaxis, ICVP) 또는 옐로 카드(영어: Yellow Card)는 세계보건기구 (WHO)가 만든 공식 예방접종 증명서다. 여행증명서로서 국제적으로 인정되는 일종의 의료 여권이며 여행객의 건강 위험이 증가한 특정 국가에 입국하는 데 필요할 수 있다.
국제 예방 접종 증명서는 면역 여권이 아니다. 주요 차이점은 국제 예방 접종 증명서와 같은 예방 접종 증명서가 개인에게 질병에 대한 예방접종을 받도록 인센티브를 제공하는 반면 면역 여권은 개인에게 질병에 감염되고 회복되도록 인센티브를 제공한다는 것이다.